# Amoklauf in Atlanta 2021
Der Amoklauf in Atlanta 2021 ereignete sich am 16. März 2021 in drei Massagesalons im Großraum Atlanta, Georgia, Vereinigte Staaten. Acht Menschen wurden getötet, sechs davon waren Frauen asiatischer Abstammung, und eine Person wurde verwundet. Ein Verdächtiger, der 21-jährige Robert A. Long, wurde später am Tag festgenommen.

## Verlauf
Die Behörden reagierten auf Meldungen, die gegen 17:00 Uhr EDT (21:00 UTC) über eine Schießerei bei Young's Asian Massage, einem Massage-Spa in der Nähe von Acworth, eingegangen waren. Dort fanden sie zwei erschossene Personen und drei weitere Verletzte vor; zwei der Verletzten starben später in einem Krankenhaus. Um 17:47 Uhr reagierte die Polizei auf Berichte über einen Raubüberfall im Gold-Spa an der Piedmont Road im Nordosten Atlantas, etwa 48 km vom ersten Tatort entfernt. Dort fanden sie drei Frauen mit Schusswunden vor. Kurz darauf entdeckten sie eine weitere erschossene Frau im Aromatherapy-Spa, das sich auf der anderen Straßenseite befindet.
Laut The Chosun Ilbo sagte ein Augenzeuge des Amoklaufs im Gold-Spa gegenüber lokalen koreanischen Medien, dass der Schütze gesagt habe, er würde alle Asiaten töten.
Nach eigenen Angaben bemerkte die Polizeibehörde von Atlanta die Ähnlichkeiten zwischen den Schießereien in der Piedmont Road und in Acworth und schickte daraufhin Beamte auf Patrouille zu ähnlichen Geschäften in der Gegend. Das Federal Bureau of Investigation (FBI) wurde hinzugezogen, um bei den Ermittlungen zu helfen.

## Opfer
Bei dem Amoklauf wurden acht Menschen getötet und eine weitere Person verwundet. Sechs Personen starben am Tatort, eine auf dem Weg in ein Krankenhaus und eine weitere starb während der Behandlung. Sechs der Opfer, vier in der Piedmont Road und zwei in Acworth, waren Frauen asiatischer Abstammung, bei ihnen handelt es sich um Soon Chung Park (74), Hyun Jung Grant (51), Suncha Kim (69), Yong Yue (63) und Xiaojie Tan (49).  Das südkoreanische Außenministerium berichtete, dass vier der Verstorbenen koreanischer Abstammung waren. Die restlichen zwei verstorbenen Opfer waren eine weiße Frau, Delaina Ashley Yaun (33), und ein weißer Mann, Paul Andre Michels (54), während der Überlebende ein hispanischer Mann war.

## Verdächtiger
Nach der ersten Schießerei veröffentlichte die Polizei von Cherokee County Überwachungsmaterial und wurde von einem Ehepaar kontaktiert, das den Verdächtigen als ihren Sohn, den 21-jährigen Robert Aaron Long aus Woodstock, identifizierte. Während seine Eltern befragt wurden, reagierte die Polizei von Atlanta auf die zweite und dritte Schießerei in Atlanta. Mit Hilfe von Überwachungsbildern von Longs Hyundai Tucson an beiden Tatorten und einem Peilsender, der bereits am Auto angebracht war, konnte die Polizei ihn finden.
Gegen 20:30 Uhr, etwa 3,5 Stunden nach den Schießereien, wurde Long von der Polizei in Crisp County, etwa 150 Meilen (240 km) südlich von Atlanta, gesichtet. Beamte der Georgia State Patrol folgten ihm auf der Interstate 75 nach Süden bis zu einer Stelle südlich von Cordele, wo sie sein Fahrzeug mit einem sogenannten PIT-Manöver (einer Verfolgungstaktik, mit der ein verfolgendes Auto ein flüchtendes dazu zwingen kann, sich abrupt seitwärts zu drehen, wodurch der Fahrer die Kontrolle verliert und anhält) stoppte. Dabei wurde der fahrende Wagen des Flüchtenden von einem Polizeifahrzeug derart im hinteren Bereich gerammt, dass es stoppen musste. Nach dem Stoppen des Wagens wurde der Verdächtige in Gewahrsam genommen. Nach Angaben der Polizei fanden sie in seinem Auto eine 9-mm-Pistole. Long hatte die Waffe Stunden vor dem Amoklauf in einem Big Woods Goods Store in Holly Springs, Georgia, gekauft.
Long wurde zunächst im Zusammenhang mit der Schießerei in Acworth verhaftet, aber die Polizei identifizierte ihn später auch als Verdächtigen bei der Schießerei in der Piedmont Road. Long wird derzeit in Cherokee County wegen vierfachen Mordes und einer schweren Körperverletzung festgehalten und ist auch in Atlanta wegen vierfachen Mordes angeklagt, so die Polizei der Stadt.
Long machte 2017 seinen Abschluss an der Sequoyah High School; nach Angaben eines ehemaligen Schülers, der mit ihm seinen Abschluss machte, war Long der Sohn eines Jugendpfarrers oder Pastors und „in Religion“. Long war ein aktives Mitglied seiner Southern-Baptist-Gemeinde gewesen, besuchte die Kirche die meisten Sonntage zusammen mit seinem Vater, sowie Dienste während der Woche, und ging auch auf Missionsreisen.

### Motiv
Ein Motiv wurde bisher nicht festgestellt. Allerdings haben mehrere Kommentatoren die ethnische Zugehörigkeit der Opfer, von denen sechs von acht Frauen asiatischer Abstammung sind, inmitten einer Zunahme von anti-asiatischen Hassverbrechen in den Vereinigten Staaten während der COVID-19-Pandemie bemerkt oder als Hassverbrechen bezeichnet. Laut The Chosun Ilbo sagte ein Augenzeuge des Amoklaufs in Gold Spa gegenüber lokalen koreanischen Medien, dass der Schütze gesagt habe, er würde alle Asiaten töten. Captain Jay Baker vom Cherokee County Sheriff's Department hat Berichte zurückgewiesen, dass Longs Handlungen rassistisch motiviert waren, und stattdessen behauptet, dass Long einfach einen „wirklich schlechten Tag“ hatte. Baker wurde für diese Aussage in den sozialen Medien kritisiert.
Der Verdächtige hat behauptet, dass seine Handlungen nicht rassistisch motiviert waren, sondern mit seiner Sexsucht zusammenhingen. Nach Angaben des Cherokee County Sheriffs wollte der Verdächtige „die Versuchung beseitigen“, indem er Massagesalons ins Visier nahm. Long verbrachte im Jahr 2020 angeblich einige Zeit in einer Rehabilitationseinrichtung für Sexualsucht und fühlte sich von seiner Sexsucht „gequält“, da er tief religiös war, so ein Mitbewohner, der mit ihm während seines Aufenthalts in einem Übergangshaus nach dem Verlassen der Rehabilitationseinrichtung lebte. Laut einer Polizeiquelle wurde Long kürzlich von seiner Familie wegen seiner Sexsucht aus dem Haus geworfen.
Der Verdächtige war auf dem Weg nach Florida, als er festgenommen wurde. Nach Angaben von Beamten des Cherokee County Sheriff's Office war Long auf dem Weg nach Florida mit der Absicht, „irgendeine Art von Pornoindustrie anzugreifen.“ Die gleichen Beamten sagten, dass sie glauben, dass Long in der Vergangenheit einen oder mehrere der Spas besucht haben könnte, die er angriff.
Ein Terrorismusexperte hat den Amoklauf in Atlanta 2021 mit dem Machetenangriff in Toronto 2020 durch einen männlichen Incel-Ideologen verglichen.

### Juristisches Verfahren
Am 17. März wurde Long von der Polizei in Atlanta wegen vierfachen Mordes und vom Cherokee County Sheriff's Office wegen vierfachen Mordes und einem Fall von schwerer Körperverletzung angeklagt. Nach Angaben der Polizei gestand Long die Morde, nachdem er in Gewahrsam genommen wurde. Longs erster Gerichtstermin wurde für den 18. März 2021 angesetzt.

## Reaktionen

### Lokal und staatlich
Die Bürgermeisterin von Atlanta, Keisha Lance Bottoms, sagte, es wäre angemessen, wenn der Verdächtige wegen eines Hassverbrechens angeklagt würde.
Georgias Gouverneur Brian Kemp drückte auf Twitter sein Beileid für die Opfer der Schießerei aus und lobte die Behörden für die schnelle Ergreifung des Verdächtigen. In einer Erklärung an die Atlanta Journal-Constitution sagte Kemp, dass es Indikatoren dafür gebe, dass die Schießereien ein Hassverbrechen seien, fügte aber hinzu, dass er bereit sei, die Ermittlungsbehörden die Fakten bestimmen zu lassen, bevor er seine Meinung anbieten würde.
Sam Park, Mitglied des Repräsentantenhauses von Georgia, forderte asiatische Amerikaner, die diskriminiert werden, auf, sich zu melden. Die Repräsentantin des Bundesstaates, Bee Nguyen, meinte, dass „die Menschen besorgt sind und für ihre Familien und sich selbst beten“ nach der Schießerei und dass Donald Trumps Verwendung des Begriffs „China-Virus“ „eine Zielscheibe auf den Rücken der Asiaten in Amerika gelegt hat“.

### Bundesebene
Präsident Joe Biden sagte, er werde die Ermittlungen abwarten, bevor er sich zu den Motiven des Schützen äußere, verurteilte aber die Diskriminierung asiatischer Amerikaner. Am 18. März 2021 ordnete Biden an, dass die amerikanischen Flaggen im Weißen Haus, auf anderen Bundesgeländen, in Militäreinrichtungen, auf Marineschiffen und in den US-Botschaften bis zum Sonnenuntergang am 22. März auf halbmast wehen sollen, um die Opfer der Schießerei zu ehren. Auch Vizepräsidentin Kamala Harris bekundete ihre Solidarität mit der asiatisch-amerikanischen Gemeinschaft. Biden und Harris verschoben eine Veranstaltung in Atlanta, die Teil einer zuvor geplanten Tour zur Förderung des kürzlich unterzeichneten American Rescue Plan Act of 2021 war, und sollten sich stattdessen mit lokalen asiatisch-amerikanischen Gemeindeleitern treffen, um die Anschläge zu diskutieren.
Die demokratischen Abgeordneten Ted Lieu – der Fraktionsvorsitzende des Congressional Asian Pacific American Caucus – und Judy Chu aus Kalifornien verurteilten den Angriff.

### Andere
Der demokratische Politiker Andrew Yang hielt eine Rede am Times Square und bezeichnete die Schießerei als Hassverbrechen. Die gemeinnützige soziale Organisation Stop AAPI Hate sagte, die Schießerei sei eine Tragödie sowohl für die Familien der Opfer als auch für asiatische Amerikaner im Allgemeinen.
Ein Sprecher des New York City Police Department sagte, dass Anti-Terror-Beamte aufgrund der Schießerei vorsorglich in asiatisch-amerikanischen Gemeinden eingesetzt würden. Auch in Seattle wurden die Polizeipatrouillen und die Aufklärungsarbeit in den Gemeinden verstärkt.
Der asiatisch-amerikanische Basketballspieler Jeremy Lin machte die Rhetorik von Donald Trump für die Schießereien verantwortlich. Andere NBA-Spieler wie LeBron James, Kyle Kuzma, Baron Davis und Trae Young gaben ebenfalls Erklärungen ab, in denen sie die Schießerei und den mutmaßlich zugrunde liegenden Rassismus anprangerten und ihre Solidarität mit der asiatischen Gemeinschaft ausdrückten.